# نهر ابراهیم
نهر ابراهیم (به عربی: نهر إبراهیم) یک منطقهٔ مسکونی در لبنان است که در شهرستان جبیل واقع شده‌است. نهر ابراهیم ۱٫۴۷ کیلومتر مربع مساحت و ۴٬۷۸۶ نفر جمعیت دارد و ۲۲۰ متر بالاتر از سطح دریا واقع شده‌است.